# 歡樂蹦蹦跳
《歡樂蹦蹦跳》是上海广播电视台的一檔低幼類綜藝節目，開播于1996年3月。開播至今，已播出800多期。该节目由原上海東方電視台節目中心開設，最早在东视33频道（东视二套）播出。2004年7月东方少儿频道（哈哈少儿頻道前身）开播后，调整至东方少儿频道播出。现时在炫动卡通频道播出。
節目共分為童言無忌、蹦蹦跳跳、你問我答、玩玩鬧鬧四個版塊。節目的三位主持為：小荷姐姐、眼鏡哥哥和方也哥哥。早期主持人还有四眼哥哥（王勇）。

## 播出時間
- 首播：炫动卡通频道，每周二至周五19:45-20:15
- 重播：炫动卡通频道，每周二至周五12:30-13:00